# Chess Records
Chess Records — американський лейбл звукозапису, студія якого була розташована у Чикаго. Лейбл заснували брати Леонард та Філ Чесс у 1950 році.
Chess Records увійшла до історії розважальної музики як фірма, що записала багато творів, що стали стандартами блюзової та рокової музики. На цьому лейблі записувалися такі відомі музиканти, як Мадді Вотерс, Бо Дідлі, Чак Беррі, Джиммі Роджерс, Бадді Гай, Віллі Діксон, Хаулін Вульф, Едді Бойд та інші.
1969 року фірму продали корпорації General Recorded Tape за 6,5 млн доларів. GRT перенесла Chess до Нью-Йорку і невдовзі Chess Records зникла з ринку. Колишня студія в Чикаго зараз діє як музей.